# Интерфейс с команден ред
Вижте пояснителната страница за други значения на Интерфейс.
Интерфейс с команден ред или текстов интерфейс (на английски: Command-line interface (CLI)) е механизъм за взаимодействие на операционната система или софтуера на компютър чрез въвеждане на команди за изпълняване на определена задача. При изцяло текстовите интерфейси, за разлика от графичните потребителски интерфейси, потребителите могат да работят със системата единствено чрез въвеждане на команди.
При някои приложения като MATLAB и AutoCAD командният ред е интегриран заедно с графичния потребителски интерфейс.

## Приложение
CLI интерфейси се използват често от програмисти и системни администратори, в инженерните и научни среди. Популярни са също сред хората със зрителни увреждания, тъй като командите както и получаваната обратно информация могат да се визуализират чрез използването на т.нар. брайлови дисплеи.
Програма, която имплементира такъв текстов интерфейс често се нарича команден интерпретатор или шел (на английски: shell). Най-популярните примери са различните Unix shell (sh, ksh, csh, tcsh, bash и т.н.), историческата CP/M и COMMAND.COM на MS-DOS/IBM-DOS.